# 岡野進一郎
岡野 進一郎（おかの しんいちろう、1963年3月1日 - ）は、日本の俳優、映画プロデューサー、元キャスター。父親は俳優の北相馬宏。母親も元CBC放送劇団の女優だった。
東京都武蔵野市出身。東京都立武蔵高等学校卒業。

## 来歴・人物
幼少時に父親が所属する前進座の舞台に子役として出演する。高校卒業後、西田敏行に憧れていたこともあって劇団青年座に研究生として入団。在籍中の1985年、NHK連続テレビ小説『いちばん太鼓』のオーディションに合格し、主役の沢井銀平を演じる。当時の紹介記事では『いちばん太鼓』の設定が自身と近いことから「自分と重なる部分があり、今からとても楽しみです」とコメントしている。
1990年に文化庁在外研修員としてニューヨークのHBスタジオで演技研修、帰国後俳優、映画プロデューサーとして日本で活動した。
2002年よりロサンゼルス移住、2005年より日系放送局UTBに入社し、司会やキャスター兼プロデューサーをしていた。退社後は米穀販売会社を経営しつつ、ドキュメンタリー映画を制作している。

## 出演

### テレビドラマ
- ニュードキュメンタリードラマ昭和 松本清張事件にせまる 第12回「天国に結ぶ恋 坂田山心中事件」（1984年、テレビ朝日）
- 木曜ゴールデンドラマ『通り魔を弁護した女』（1985年、よみうりテレビ）
- 連続テレビ小説（NHK総合）
  - ロマンス（1984年） - 映画館の従業員[1]
  - いちばん太鼓（1985年 - 1986年） - 主演・沢井銀平
- 花嫁衣裳は誰が着る（1986年、フジテレビ） - 酒田佑介
- おんな風林火山（1986年 - 1987年、TBS） - 仁科盛信
- 胸キュン刑事（1987年、テレビ朝日） - 江口大輔
- 花のあすか組! 第21話「またホレちゃったの?! 恋するミコ」（1988年、フジテレビ系） - 小田先生
- 阪急ドラマシリーズ『1・2・3と4・5・ロク』（1988年 - 1989年、関西テレビ） - 長島先生（初代）
- 火曜スーパーワイド「サザエさん旅あるき」（1988年、テレビ朝日） - 浅井孝明
- 暴れん坊将軍シリーズ（テレビ朝日）
  - 暴れん坊将軍III
    - 第36話「恋と喧嘩のイダ天街道」（1988年） - 弥市
    - 第68話「大暴れ! 但馬のヤッサ神輿」（1989年） - 宇之助
    - 第123話「愛の漁火、九十九里に消えて」（1990年） - 卯之吉

  - 暴れん坊将軍IV 第53話「みちのく純愛行進曲!」（1992年） - 平吉
- 火曜サスペンス劇場（日本テレビ）
  - 吉備路殺人事件（1989年） - 安倉友彦
  - 大正ロマンミステリー 宵待草殺人事件（1989年）
  - 湖畔の館殺人事件（1993年）
  - 小京都ミステリー 肥前蛍の里殺人事件（1996年） - 増田弦
  - 年下のひと（2005年） - 北川
- 翔んでる!平賀源内 第18話「嘘つき人情夢芝居」（1989年、TBS）
- 大岡越前（TBS）
  - 第11部 第25話「渡る世間に鬼はない」（1990年） - 清二郎
  - 第14部 第16話「兄が願った妹の幸せ」（1996年） - 惣之助
- 水戸黄門（TBS / C.A.L）
  - 第21部 第32話「世直し旅よ永遠に -江戸-」（1992年） - 久吉
  - 第23部 第22話「白いお髭の意地比べ -萩-」（1995年） - 藤吉
  - 第25部 第25話「罠を仕掛けた釣り天井 -高山-」（1997年） - 勇助
  - 第26部 第14話「僕のじい様は黄門様 -宇土-」（1998年） - 宇平
  - 第27部 第10話「父子つないだ献上箔椀 -浄法寺-」（1999年） - 麟六
- 腕におぼえあり（1992年、NHK総合） - 熊貝源七郎
- ドラマ30『迷惑な家族』（1992年、CBC）
- 花王 愛の劇場 （TBS系）
  - 『いつの日かその胸に』（1994年） - 秋田謙介
  - 『パパは保母さん』（1995年）
- 土曜ワイド劇場 （テレビ朝日系）
  - 『終着駅シリーズ6・人間の十字架』（1996年） - 篠沢幹夫
  - 『エステサロン白い肌殺人事件1・婚約者二重心中の謎!』（1997年） - 嵯峨雅之
  - 『女請負人』（2000年） - 角倉信彦
  - 『第一級殺人弁護』（2002年）
  - 『50億を相続する女』（2003年） - 西森達也
  - 『車椅子の弁護士・水島威』（2004年）
- 御家人斬九郎 第2シリーズ 第6話「仕官の罠」（1997年、フジテレビ） - 神林幾馬
- 金田一耕助の傑作推理「幽霊座」（1997年、TBS） - 小柳
- 月曜ドラマスペシャル『検視官江夏冬子3・京都奥嵯峨殺人絵巻』（1998年、TBS） - 上野雅夫
- 南町奉行捕物帖 怒れ!求馬（TBS） - 根岸榮太郎
  - 南町奉行捕物帖 怒れ!求馬II（TBS） - 根岸榮太郎
  - 大江戸を駆ける（TBS） - 根岸榮太郎
- 御家人斬九郎「士官の罠」（1997年、フジテレビ） - 神林幾馬
- いのちの器（1998年、東海テレビ） - 有吉晃
- 女と愛とミステリー「48時間の恐怖・時計の針がナイフに変わるとき」（2004年、テレビ東京・BSジャパン） -  雨宮晴彦

### 映画
- 泣き虫チャチャ（1987年）
- TOMORROW 明日（1988年）
- 誘拐（1997年）
- D坂の殺人事件（1998年）
- 郡上一揆（2000年）
- ロス：タイム：ライフ（2004年）
- 母のいる場所（2004年）
- 草の乱（2004年）

### 舞台
- ピアフ 生命、燃えつきて
- たいこどんどん

### テレビアニメ
- 青春アニメ全集（1986年、日本テレビ） - 佐助

### 人形劇
- 人形歴史スペクタクル 平家物語（1993年 - 1995年、NHK総合） - 源義経、平経正